# عنصر شبه موصل

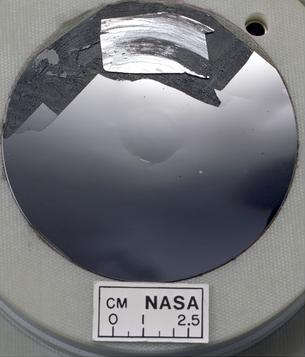

العنصر شبه الموصل هو جهاز شبه موصل، وهي مكونات الكترونية تصنع من مواد شبه موصلة يمكن معالجتها لتصبح موصلة عن طريق التشويب.

## التشويب
وهو التطعيم بعميل إشابة عبر إضافة كمية قليلة من مادة مانحة تحتوي 5 إلكترونات مثل الأنتيمون أو الفوسفور أو الزرنيخ من عناصر المجموعة الخامسة بالجدول الدوري وبهذه الطريقة تصبح بلورة المادة المشوبة حينها بلورة شبه موصل سالب أما إذا أضيف للبلورة النقية مادة تحتوي ذراتها على ثلاثة الكترونات فعندها ستشكل الالكترونات الثلاث رابطة تساهمية مع الكترونات الذرات المجاورة وتبقى الرابطة الرابعة غير مكتملة مما يؤدي إلى تكون فجوة وتسمى البلورة من هذا النوع بلورة شبه موصل موجب

## الموصلية
يمكن التحكم بالموصلية الكهربائية للنبائط عن طريق المجال الكهربائي أو الضوء أو الحرارة وتحل الآن النبائط الإلكترونية محل الصمامات المفرغة بسبب قدرتها على التوصيل الكهربائي في الحالة الصلبة بعكس الصمامات التي تعتمد الحالة الغازية للتوصيل الكهربي

## أنواع العناصر
منها ما هو ثنائي الأطراف (يتكون من عنصرين) مثل :
- ثنائي وله أنواع عدة مثل ثنائي مضيء، ثنائي زينير

و منه ثلاثية الأطراف (يتكون من ثلاثة عناصر) مثل :
- مقحل
- مقحل ثنائي القطب
- مقحل معدني مؤكسد
- مقحل معدني
- مقحل حقلي
- مقداح